# Jens Holm
Jens Lauritzen Holm (født 4. februar 1853 i Gram, død 29. april 1939 i Kolding) var en dansk kreatureksportør og godgører.
Han startede som gårdskarl og endte som velhavende kreaturhandler og boede det meste af sit liv i Kolding.Han samlede alle Jyllands kreaturhandlere i et marked; Kolding Eksport marked. Dette skete ved at kreaturerne kom med jernbanevogne til Kolding Banegård, blev præsenteret og solgt på Kolding Eksportmarked og derefter sejlet i store kreaturbåde fra Kolding Havn. Kreaturhandelen gjorde Kolding Havn til en af de største provinshavne i Danmark.Fra Kolding Havn udskibedes så de solgte kreaturer til hele Østersø-området.Denne handel og eksport gavnede hele Kolding. De sidste 20 år af hans liv brugte han til forskellige godtgørende formål og var bl.a medvirkende til opførelsen af Bibilioteksbygningen.Ved sin 80-års fødselsdag fik han en vej på havnen opkaldt efter sig, nemlig Jens Holms Vej.
Kolding Byråd vedtog den 6. juni 1939 at opsætte et mindesmærke på Jens Holms grav;
"som udtryk for byens anerkendelse af afdødes virke og for hans betydelige gaver til offentlige formål".
Stenhugger Alfred Forsberg lavede mindesmærket og indhuggede følgende ord;Se mindesmærket her. Arkiveret 9. oktober 2010 hos  Wayback Machine
Jens Holm
1853-1939
Skaber af Kolding Eksportmarked.
Flid, Sparsommelighed og Retssind prægede hans Færd.
Kolding Kommune satte dette Minde